# Agostino Daldini
Agostino Daldini OFMCap (* 20. März 1817 in Vezia; † 9. Mai 1895 in Orselina) war ein Schweizer Kapuziner, Botaniker und Mykologe.

## Leben
Agostino Daldini war Sohn des Giuseppe Antonio und dessen Ehefrau Angela geborene Porini. Nach seinen Studien bei den Somaskern im Istituto Sant’Antonio in Lugano trat er 1838 in den Kapuzinerorden ein. 1840 legte er die feierliche Profess ab und schloss dann seine geistlichen Studien in Lugano ab. Von 1853 bis zu seinem Tod lebte er im Kloster der Madonna del Sasso in Orselina, das 1848 den Kapuzinern anvertraut worden war und kümmerte sich fast allein um das Heiligtum.
Er war ein grosser Botanikliebhaber und zeichnete sich durch seine Studien zur Kryptogamologie und vor allem zur Mykologie aus. Im Kontakt mit den führenden europäischen Gelehrten seiner Zeit arbeitete er am Erbario Crittogamico Italiano (1858–1885) und dem Commentario della Società Crittogamologica italiana (1861–1867). Eine Pilzgattung erhielt ihm zu Ehren den Namen Daldinia.
Als Botaniker war er Mitarbeiter von Giuseppe de Notaris im Epilogo della briologia italiana. Er befasste sich besonders mit dem Studium der Kryptogamen, von denen er im Kanton Tessin etwa 20 neue Arten entdeckte. Er hinterliess ein Lexikon im Manuskript und eine reichhaltige Pflanzensammlung, deren grösster Teil im Museum von Locarno aufbewahrt wird.